# شهرستان داگلاس (جورجیا)
شهرستان داگلاس، جورجیا (به انگلیسی: Douglas County, Georgia) یک شهرستان در آمریکا و county of Georgia در ایالات متحده آمریکا است که در جورجیا واقع شده‌است.

## خصوصیات
شهرستان داگلاس ۵۱۸٫۰ کیلومترمربع مساحت دارد.